# RAR

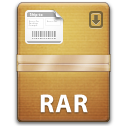
Imagem ilustrativa

RAR é um formato proprietário de compactação de arquivos muito difundido pela Internet.
A compressão RAR foi desenvolvida por Eugene Roshal (daí vem o nome RAR: Roshal ARchive)
Entre as principais características disponíveis:
- Alta taxa de compressão.
- Suporte a arquivos grandes (suporta até 8.589.934.591 GB, tamanho não originalmente suportado pelos arquivos ZIP, que suporta  até 4 GB[1]).
- Capacidade de gerar vários volumes de um mesmo arquivo (divide o arquivo RAR em partes menores).
- Suporte a vários idiomas (inclusive o idioma português de Portugal e português brasileiro).
- Suporte a recursos importantes como recuperação de dados (restaura dados fisicamente danificados), bloqueio de dados (o arquivo não pode ser modificado) e modo sólido (os arquivos são comprimidos especialmente em uma única corrente de dados).

O principal software de compactação/descompactação de arquivos no Windows no formato RAR é o WinRAR.
O principal software de compactação/descompactação de arquivos no GNU/Linux no formato RAR é o UnRAR (software proprietário).
Existe um software livre capaz de abrir arquivos RAR, o  Unarquiver (http://unarchiver.c3.cx/commandline). Para descompactar usando ele (já instalado!onde?), abra um emulador de terminal e digite: 
```
$ unar nomedoarquivo.rar
```

em sistemas unix-like (bsd, linux, ux-hp, etc), sendo o $ símbolo de que o usuário atual não tem direitos de administrador.
OU
```
C:\>  unrar.exe nomedoarquivo.rar
```

em sistemas de arquitetura MSWindows® (o que inclui ReactOS).